# 별장에서 생긴 일
《별장에서 생긴 일》(영어: The Lodge)은 2019년 제작된 미국, 영국의 공포 영화이다. 베로니카 프란츠와 스베린 피알라가 감독과 공동각본을 맡았다. 2019 선댄스 영화제에서 전 세계 최초로 상영되었다.

## 줄거리
로라 홀은 남편 리처드로부터 극단주의 컬트에 관한 책을 연구하던 중 만난 그레이스 마셜과 결혼할 계획이라는 소식을 듣고 자살한다. 컬트에서 자란 그레이스는 아버지의 주도로 이루어진 집단 자살의 유일한 생존자였다. 로라의 죽음은 그녀와 리처드의 십대 자녀인 에이든과 어린 미아를 깊은 슬픔에 빠뜨린다.
6개월 후, 리처드는 서로 알아가는 시간을 갖기 위해 가족의 외딴 매사추세츠주 별장에서 그레이스와 함께 크리스마스를 보낼 것이라고 발표한다. 에이든과 미아는 컬트의 비디오 영상을 포함하여 그레이스의 과거를 파헤치는데, 영상에는 보라색 실크로 덮이고 입에 "죄악"이라고 쓰인 덕트 테이프가 붙은 사망한 추종자들이 나온다. 별장에서 아이들은 그레이스에게 적대적인 태도를 보이며, 리처드가 업무를 위해 도시로 돌아간 후에도 그녀와 유대 관계를 맺으려는 노력을 거부한다. 그레이스의 불안감은 오두막에 있는 수많은 가톨릭 도상학 (안토넬로 다 메시나의 수태고지 성모 복제품 포함)으로 인해 더욱 심화되는데, 이는 그녀에게 아버지에 대한 악몽을 꾸게 만든다. 샤워하는 모습을 엿본 일로 꾸지람을 들은 후, 에이든은 그레이스에게 코코아 한 잔을 준비하고 일행은 영화를 본다. 그동안 남매는 실내에서 가스 히터를 사용하기로 결정하고 그레이스는 그것이 안전한지 의아해한다.
아침에 그레이스는 잠에서 깨어나 자신의 소지품—옷, 정신과 약, 애완견—이 사라졌을 뿐만 아니라 모든 음식과 크리스마스 장식도 없어졌음을 발견한다. 발전기가 꺼져 휴대폰도 모두 방전되었다. 그레이스는 아이들이 자신에게 장난을 쳤다고 의심하지만, 아이들의 소지품도 사라진 것을 발견한다. 그녀는 시계가 1월 9일로 앞당겨져 있음을 알아차린다. 에이든은 그레이스에게 가스 히터가 고장 나서 모두 질식했다는 꿈을 꾸었다고 말하며, 자신들이 내세에 있을지도 모른다는 두려움을 표현한다.
다음 며칠 동안 그레이스는 불안, 금단 증상, 굶주림, 추위에 시달린다. 그녀는 몽유병을 앓기 시작하고, 아버지의 설교하는 목소리가 반복적으로 들리는 것을 포함하여 불안정한 환각과 꿈에 시달린다. 그녀는 가장 가까운 마을로 걸어가려 시도하고, 십자형 오두막을 발견하여 그곳에서 아버지가 자신을 부르는 것을 본다. 결국 그녀는 원을 그리며 다시 별장으로 돌아온다. 눈 속에 묻혀 있는 아이든과 미아의 기념 액자 사진을 발견하고, 안에서 2019년 12월 22일 세 사람 모두 일산화 탄소 중독으로 사망했다는 내용의 신문 기사를 발견한다. 에이든은 자신들이 연옥에 있다고 주장하며, 자신들이 죽었다는 증거로 다락방에서 목을 매달지만, 설명할 수 없게도 살아남는다.
그레이스는 밖에서 개가 얼어 죽은 것을 발견하자 신경 쇠약이 심해진다. 그녀는 현관에서 긴장증적 상태에 빠진다. 아이들은 그녀가 추위로 죽을까 걱정하여, 마침내 자신들이 줄곧 그녀에게 가스라이팅을 해왔음을 고백한다. 그녀에게 약을 먹이고, 소지품을 기어들어갈 수 있는 공간에 숨기고, 교수형을 위장하고, 무선 스피커를 통해 아버지의 설교 녹음을 틀었던 것이다. 마침내 자신들의 휴대폰도 방전되자 아이들은 발전기를 켜고 그레이스의 약을 가져다주려 하지만 실패하고, 그레이스는 자신들이 연옥에 있으며 하나님께 받아들여지고 천국으로 올라가기 위해 보속을 해야 한다고 확신한다.
그날 밤, 아이들은 그레이스가 난로에 몸을 태우는 자기 고행을 하는 것을 목격한다. 아이들은 다락방에 숨지만, 그레이스는 아침에 그들에게 맞서며 "주님을 위해 무언가를 희생하고" "우상으로부터 자신들을 해방시켜야 한다"고 주장한 후 미아의 인형에 불을 지른다. 리처드가 돌아와서 위로할 수 없는 그레이스가 자신의 리볼버를 들고 있는 것을 발견한다. 연옥에 있다는 자신의 믿음을 증명하기 위해 그녀는 먼저 자신에게 총을 쏘지만, 총알은 발사되지 않는다. 자신이 내세에 있어 죽을 수 없다는 증거라고 확신한 그녀는 총을 돌려 리처드에게 발사하여 그의 머리를 쏘아 죽인다. 에이든과 미아는 차를 타고 도망치려 하지만 눈에 갇힌다. 그레이스는 아이들을 별장으로 다시 강제로 데려가서 아버지의 시체와 함께 식탁에 앉히고 Nearer, My God, to Thee를 부른다. 그녀는 아이들의 입에 "죄악"이라고 쓰인 덕트 테이프를 붙이고, 장전된 총이 식탁 위에 놓여 있다.